# Hotel Timor

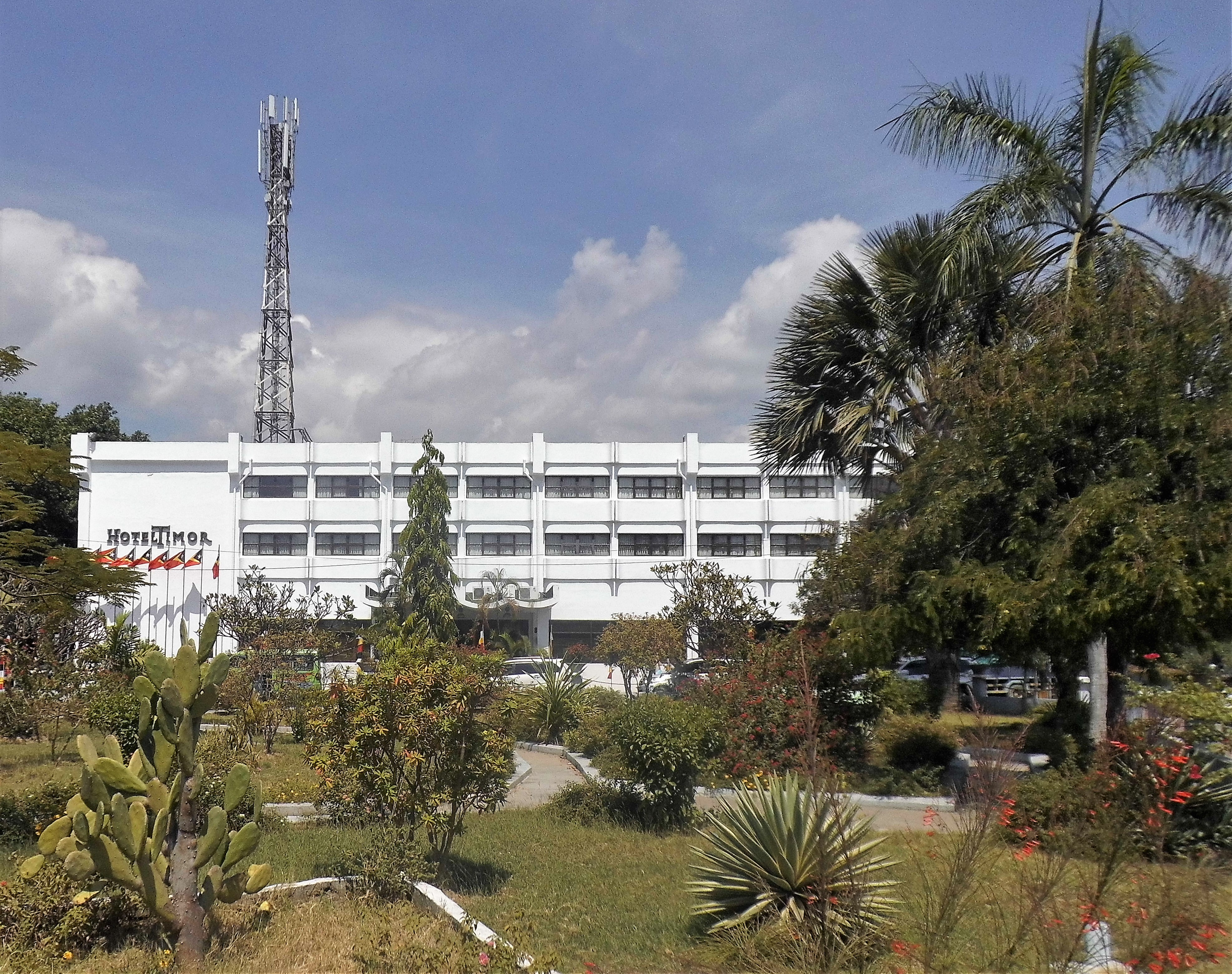
Hotel Timor (2018)

Das Hotel Timor ist ein Hotel im Zentrum von Osttimors Hauptstadt Dili (Suco Colmera) an der Avenida Nicolau Lobato.

## Geschichte
Mit dem Bau des Hotels, das anfangs Mahkota hieß, wurde 1972 begonnen. Eröffnet wurde es 1976 und blieb durchgehend in Betrieb bis September 1999, als es von pro-indonesischen Milizen niedergebrannt wurde. Davor war es das führende Hotel Dilis.
Um den Staatsgästen für die Feierlichkeiten zur Entlassung Osttimors in die Unabhängigkeit 2002 eine adäquate Unterkunft bieten zu können, wurde mit der Restaurierung des Hotels begonnen. Die Fundação Oriente und die Regierung Osttimors teilten sich die Kosten von sechs Millionen US-Dollar. Zu den Gästen gehörten Lula da Silva, Kofi Annan, Bill Clinton, Ban Ki-moon, António Guterres, Mahathir bin Mohamad, John Howard, Tony Blair und Gordon Brown.
Heute verfügt das zweistöckige Hotel über 88 Zimmer und Suiten, ein Restaurant, ein Café, drei Konferenzräume und einen Swimming Pool und gehört laut Lonely Planet wieder zu den Topadressen in Dili. 2014 wurde es renoviert. Von den 130 Personen, die im Januar 2022 im Hotel arbeiteten, waren 126 Osttimoresen und vier Portugiesen.